# Kanotsport vid olympiska sommarspelen 1988
Kanotsport vid olympiska sommarspelen 1988 bestod av 16 tävlingar (9 för herrar och 3 för damer).

## Medaljsummering
Herrar
| Event                      | Guld                                                           | Silver                                                                       | Brons                                                                   |
| C-1 500 meter Detaljer...  | Olaf Heukrodt Östtyskland                                      | Michał Śliwiński Sovjetunionen                                               | Martin Marinov Bulgarien                                                |
| C-1 1000 meter Detaljer... | Ivans Klementjev Sovjetunionen                                 | Jörg Schmidt Östtyskland                                                     | Nikolaj Buchalov Bulgarien                                              |
| C-2 500 meter Detaljer...  | Sovjetunionen Viktor Renejskj Nicolae Juravschi                | Polen Marek Dopierała Marek Łbik                                             | Frankrike Philippe Renaud Joël Bettin                                   |
| C-2 1000 meter Detaljer... | Sovjetunionen Viktor Renejskj Nicolae Juravschi                | Östtyskland Olaf Heukrodt Ingo Spelly                                        | Polen Marek Dopierała Marek Łbik                                        |
| K-1 500 meter Detaljer...  | Zsolt Gyulay Ungern                                            | Andreas Stähle Östtyskland                                                   | Paul MacDonald Nya Zeeland                                              |
| K-1 1000 meter Detaljer... | Greg Barton USA                                                | Grant Davies Australien                                                      | André Wohllebe Östtyskland                                              |
| K-2 500 meter Detaljer...  | Nya Zeeland Ian Ferguson Paul MacDonald                        | Sovjetunionen Igor Nagaev Viktor Denisov                                     | Ungern Attila Ábrahám Ferenc Csipes                                     |
| K-2 1000 meter Detaljer... | USA Greg Barton Norman Bellingham                              | Nya Zeeland Ian Ferguson Paul MacDonald                                      | Australien Peter Foster Kelvin Graham                                   |
| K-4 1000 meter Detaljer... | Ungern Zsolt Gyulay Ferenc Csipes Sándor Hódosi Attila Ábrahám | Sovjetunionen Aleksandr Motuzenko Sergej Kirsanov Igor Nagaev Viktor Denisov | Östtyskland Kay Bluhm André Wohllebe Andreas Stähle Hans-Jörg Bliesener |

Damer
| Event                     | Guld                                                                   | Silver                                                  | Brons                                                                    |
| K-1 500 meter Detaljer... | Vanja Gesjeva Bulgarien                                                | Birgit Schmidt Östtyskland                              | Izabela Dylewska Polen                                                   |
| K-2 500 meter Detaljer... | Östtyskland Birgit Schmidt Anke Nothnagel                              | Bulgarien Vanja Gesjeva Diana Paliiska                  | Nederländerna Annemiek Derckx Annemarie Cox                              |
| K-4 500 meter Detaljer... | Östtyskland Birgit Schmidt Anke Nothnagel Ramona Portwich Heike Singer | Ungern Erika Géczi Erika Mészáros Éva Rakusz Rita Kőbán | Bulgarien Vanja Gesjeva Diana Paliiska Ogniana Petkova Borislava Ivanova |

## Medaljtabell
| Pl. | Nation        | Guld | Silver | Brons | Totalt |
| --- | ------------- | ---- | ------ | ----- | ------ |
| 1   | Östtyskland   | 3    | 4      | 2     | 9      |
| 2   | Sovjetunionen | 3    | 3      | 0     | 6      |
| 3   | Ungern        | 2    | 1      | 1     | 4      |
| 4   | USA           | 2    | 0      | 0     | 2      |
| 5   | Bulgarien     | 1    | 1      | 3     | 5      |
| 6   | Nya Zeeland   | 1    | 1      | 1     | 3      |
| 7   | Polen         | 0    | 1      | 2     | 3      |
| 8   | Australien    | 0    | 1      | 1     | 2      |
| 9   | Frankrike     | 0    | 0      | 1     | 1      |
| 9   | Nederländerna | 0    | 0      | 1     | 1      |